# Vyzyvatelé (pořad)
Vyzyvatelé byla vědomostní soutěž Českého rozhlasu. Pořad, ve kterém vysokoškolští studenti vyzývali své učitele na vědomostní souboj. Hendikep (znevýhodnění) studentů bylo eliminováno tím, že otázky byly nejen oborové, ale i ze všeobecných znalostí; navíc se každého dílu soutěže účastnili 4 studenti a pouze 2 jejich učitelé (princip „dva na jednoho“). Soutěž se odehrávala před publikem přímo v univerzitním městě, kde se nacházela (budoucí) alma mater soutěžích. Každé vysílání soutěže se skládalo z pěti kol (v případě remízy rozhodovalo kolo šesté). Jedno vysílání trvalo přibližně 26 minut. Premiéru pořadu vysílal Český rozhlas Plus v sobotu v 9:33, reprízu v neděli ve 14:33. Moderátorem byl Jiří Havelka a dramaturgem Ivan Rössler. První díl soutěže byl natočen 20. března 2017 na Pedagogické fakultě Masarykovy univerzity Brno a odvysílán byl v sobotu 25. března 2017.

## Formát pořadu
Každé vysílání pořadu bylo složeno z pěti, respektive šesti kol:
1. Odborné znalosti první trojice – 8 otázek
2. Odborné znalosti druhé trojice – 8 otázek
3. Singl, nebo double – 8 otázek
4. Půlminuta – 2x max. 10 otázek (časový limit 30 sekund)
5. Rychlejší boduje – 6 otázek
6. Náhlá smrt – 1 otázka (kolo bylo zařazeno jen v případě remízy)

## Epizody
1. série
| Číslo epizody | Datum premiéry  | Vysoká škola              | Soutěžní obory                                                        | Skóre studentů | Skóre učitelů |
| ------------- | --------------- | ------------------------- | --------------------------------------------------------------------- | -------------- | ------------- |
| 1             | 25. března 2017 | Masarykova univerzita     | - speciální pedagogika - geologie                                     | 7              | 14            |
| 2             | 1. dubna 2017   | Masarykova univerzita     | - politologie - pedagogika - geografie                                | 21             | 17            |
| 3             | 8. dubna 2017   | Univerzita Hradec Králové | - fyzika - sociologie a sociální patologie                            | 16             | 22            |
| 4             | 15. dubna 2017  | Univerzita Hradec Králové | - informatika - politologie                                           | 25             | 19            |
| 5             | 22. dubna 2017  | Západočeská univerzita    | - fyzika plazmatu a tenkých vrstev - podniková ekonomika a management | 22             | 20            |
| 6             | 29. dubna 2017  | Západočeská univerzita    | - informatika a výpočetní technika - projektové řízení                | 23             | 20            |
| 7             | 5. května 2017  | Univerzita Karlova        | - sexuologie - komunální politika                                     | 18             | 14            |
| 8             | 13. května 2017 | Univerzita Karlova        | - mediální studia - evoluční psychologie                              | 20             | 21            |
| 9             | 20. května 2017 | Univerzita Palackého      | - divadelní a filmová věda - biologie                                 | 11             | 20            |
| 10            | 27. května 2017 | Univerzita Palackého      | - bohemistika - experimentální fyzika                                 | 14             | 21            |